# La Caution
La Caution ist eine französische Hip-Hop- und Rapgruppe, die sich aus zwei Mitgliedern, deren Künstlernamen Hi-Tekk und Nikkfurie lauten, zusammensetzt. Die Gruppe wurde Mitte der 1990er Jahre gegründet.

## Geschichte
Nachdem die beiden marokkanischen Brüder die Gruppe La Caution gegründet hatten, folgten Ende der 1990er Jahre die ersten Veröffentlichungen. Erstmals brachten sie 2001 ein Album unter dem Titel Asphalte Hurlante auf den Markt.
Internationale Bekanntheit erlangte die Band, als für den Film Ocean’s 12 im Jahre 2004 das Lied Thé à la menthe in den Film eingebaut wurde, das aus der Feder von La Caution stammte. Ihr Song „Briques“ wurde in der 18. Folge der 5. Staffel der Serie How I Met Your Mother abgespielt.

## Diskografie
- 2001: Asphalte Hurlante
- 2002: Asphalte Hurlante Ultime Edition
- 2005: Peines de Maures / Arc-en-ciel Pour Daltoniens
- 2006: La Caution Rend Visite Aux Gens & Des Gens Revisitent La Caution